# Roundel Point
Der Roundel Point (englischer Übertrag von spanisch Punta Redonda ‚Runde Landspitze‘) ist eine Landspitze an der Südküste der westantarktischen James-Ross-Insel. Sie liegt südwestlich von The Watchtower zwischen den Mündungen des Rabot-Gletschers und des Howarth-Gletschers in die Admiralitätsstraße.
Das UK Antarctic Place-Names Committee übertrug 1998 die durch argentinische Wissenschaftler vorgenommene deskriptive Benennung ins Englische.